# Carro armato sperimentale Numero 1
Il carro armato sperimentale Numero 1, noto anche come Dai-chi Osaka Sensha (dal giapponese sensha, "carro armato", e Dai-chi, "numero uno"), è stato un carro armato medio giapponese, il primo mezzo blindato in assoluto ideato e prodotto dall'Impero nipponico durante la seconda metà degli anni venti.

## Storia

### Sviluppo
Durante gli ultimi mesi della prima guerra mondiale i comandi dell'esercito imperiale decisero di importare un carro armato per capire realmente di cosa si trattasse: la curiosità era molta per questo mezzo innovativo, la cui potenza pareva fosse sorprendente. Nel 1918 un singolo Mark IV britannico giunse in Giappone completo di equipaggio e ingegneri inglesi, poiché nessun militare nipponico avrebbe saputo pilotarlo o ripararlo. La dimostrazione tenuta davanti ai vertici delle forze armate fece molta impressione e altri blindati furono acquistati, contribuendo a far conoscere meglio il concetto di carro armato ai militari giapponesi.
Nel 1925 l'esercito decise di creare una unità corazzata permanente tra le sue file, articolata su tre battaglioni di carri leggeri e uno di mezzi pesanti. V'era però il fondamentale problema che il numero di veicoli disponibili era pari a 16, che non poteva neppure essere risolto con l'importazione di nuovi modelli: i paesi europei non avevano ancora infatti un livello produttivo elevato in materia di carri armati e dunque rifiutarono di vendere altri mezzi al Giappone; l'unico pezzo cedibile era l'obsoleto Renault FT, ma i capi nipponici erano riluttanti a comporre la propria forza corazzata con simili vecchi cingolati.
Mentre i vertici dell'esercito discutevano sul partito migliore, alcuni giovani membri dell'Ufficio tecnico protestarono affermando che se si voleva un nuovo mezzo corazzato, questo doveva essere concepito e prodotto in patria. La rimostranza fu raccolta dal capo dell'Ufficio, generale Suzuki, che la espose al Dipartimento dell'esercito imperiale, ottenendo sia l'annullamento dell'ordine d'importazione sia il permesso di sviluppare un carro armato nazionale. Lo staff dell'Ufficio Tecnico ebbe però solo due anni di tempo per completare i lavori, terminati i quali i finanziamenti sarebbero stati inderogabilmente tagliati: l'ambizioso progetto assunse subito un aspetto titanico sia per i limiti imposti, sia per la totale inesperienza nipponica nel campo. Fino ad allora erano stati studiati solo due tipi di autocarri e un modello di trattore d'artiglieria. I vertici militari emisero anche alcune specifiche: ad esempio vollero che la corazzatura fosse abbastanza spessa per resistere a proietti da 37 mm, e che l'armamento consistesse in un cannone da 57 mm e due mitragliatrici; il mezzo doveva poi essere trasportabile per ferrovia.
Allo sviluppo del primo carro armato nazionale presero parte quattro ingegneri dell'Ufficio tecnico appartenenti alla sezione autoveicoli, tra i quali figurava il giovane ufficiale Tomio Hara, futuro "leader" dell'arma corazzata imperiale. I lavori iniziarono nel giugno 1925 e andarono avanti giorno dopo giorno tra continue difficoltà perché, non esistendo un qualsiasi precedente esempio, si dovettero concepire e disegnare perfino i singoli bulloni; in totale furono realizzati 10.000 nuovi pezzi. I progetti furono inoltre influenzati dallo schema multitorretta che all'epoca affascinò diverse forze armate, che ritenevano utile mettere in campo un mezzo che potesse ingaggiare più bersagli in una sola volta. Dopo quasi un anno, nel maggio 1926 il lavoro ebbe termine e i progetti furono inviati all'arsenale di Osaka per la fabbricazione di un prototipo: infatti solo questa struttura avrebbe potuto tradurre in realtà i disegni, perché all'epoca non esisteva nessuna fabbrica o azienda di automobili, fatto dovuto al mediocre livello tecnico giapponese in quel campo. Assistito da industrie della cantieristica e delle ferrovie, l'Arsenale consegnò il veicolo durante febbraio 1927, rientrando nei tempi richiesti.

### Impiego e varianti
I collaudi iniziarono il 21 giugno sul terreno di prova di Fuji, alla presenza di numerosi generali: il carro dette prova di sufficienti prestazioni e stabilità durante le operazioni di fuoco. I militari furono piacevolmente sorpresi e lo applaudirono, perché si erano aspettati un fiasco totale; il giorno successivo altre prove evidenziarono come ci fossero difficoltà nel sormontare gli ostacoli, mentre su terreno sconnesso il mezzo marciava con facilità. Il carro Numero 1 non entrò mai in produzione per il peso giudicato eccessivo e la non brillante agilità, ma generò comunque grandi entusiasmi e rappresentò un enorme successo per l'esercito imperiale; servì inoltre come base per sviluppare un carro più leggero e mobile, il futuro Type 89 Yi-Go. Nel 1930 fu fatto un estremo tentativo per renderlo più idoneo alle richieste dei militari: vennero rimosse due ruote, il cannone fu sostituito con un pezzo da 70 mm e il peso venne abbassato a 18 tonnellate rimuovendone 2 dalla corazzatura, ma anche questa nuova sistemazione non piacque e ogni residuo piano di produzione sfumò.
La corrente di pensiero che favoriva carri armati pesantemente corazzati ed equipaggiati con più torrette continuò a raccogliere consensi e quindi il Dai-Chi Sensha venne preso come base per creare il Type 91.

## Caratteristiche
Il carro armato sperimentale presentava un lungo e squadrato scafo, contenente l'equipaggio di 5 uomini: capocarro e cannoniere trovavano posto nella torretta centrale, sormontata da una cupola che aumentava l'altezza del mezzo da 2,43 a 2,78 metri; erano addetti ad adoperare un cannone da 57 mm. Nello scafo sedeva il pilota e un mitragliere occupava una torretta ausiliaria alla sua sinistra, armata di una mitragliatrice da 6,5 mm. Il treno di rotolamento era composto per lato da ben 19 piccole ruote, le cui sospensioni a balestra erano fissate a una struttura esterna a forma di parallelogramma; i cingoli adottati erano larghi 350 millimetri. Il motore a gasolio con 8 cilindri a V era sistemato al centro invece che nel retro del veicolo: erogava 140 hp ed era accoppiato a un cambio con sei marce avanti e due retromarce, permettendo di raggiungere la velocità massima di 20 km/h. Protetto al massimo da 17 mm, il veicolo poteva superare ostacoli di un metro e trincee larghe 2,50 metri, mentre il raggio di volta arrivava a 11 metri e la luce libera a 40 cm. Complessivamente il carro pesava 20 tonnellate.